# Johann Georg von Herberstein
Johann Georg von Herberstein (* 19. August 1591 in Salzburg; † 12. Juni 1663 in Regensburg) aus dem Geschlecht der Herberstein war von 1662 bis 1663 Bischof-Elekt des Bistums Regensburg.
Johann Georg Graf von Herberstein wurde am 18. Februar 1662 zum Bischof gewählt. Die Lage von Bistum und Hochstift Regensburg war durch den vorausgegangenen Dreißigjährigen Krieg finanziell sehr angespannt. Johann Georg starb bald nach der päpstlichen Bestätigung als Bischof. Eine Weihe hat er nicht erhalten.